# Tada Daisuke
Daisuke Tada (sinh ngày 11 tháng 8 năm 1982) là một cầu thủ bóng đá người Nhật Bản.

## Sự nghiệp câu lạc bộ
Daisuke Tada đã từng chơi cho Cerezo Osaka, Ehime FC, Omiya Ardija, Gainare Tottori và FC Gifu.